# 後藤まりこ
後藤 まりこ（ごとう まりこ、年齢非公開、2月22日 - ）は、日本のシンガーソングライター、俳優。ロックバンド「ミドリ」の元ボーカル、ギター担当。バンド解散後はソロでの音楽活動の他、舞台、映画、テレビドラマで女優としても活動。大阪府出身。別名、山野上筆持（やまのうえひつじ）。元夫は書評家・ライターの吉田豪

## 略歴
- 2001年11月 - うさぎを結成。自主制作によるCD-Rを2作品発表。
- 2002年2月 - オムニバスアルバム『It's something beautiful』に2曲参加。
- 2003年7月 - FRONT RIVERよりミニアルバム『アケミさんとミドリさん』をリリース。うさぎはリリース前に解散。小銭喜剛（ドラムス）、桑野嘉文 （ベース）とともにミドリを結成。

- 2008年10月 - shibaraku-yoshino（ミドリのメンバーによるフリージャズバンド）として活動を開始。※後藤がドラムを担当しツインドラムになる時もあった。
- 2009年3月 - オムニバスアルバム『P・T・A! 〜ピストルズ・トリビュート・アンセム〜』にKING BROTHERS＆後藤まりことして1曲参加。オムニバスアルバム『JUDY AND MARY 15th Anniversary Tribute Album』に1曲参加。
- 2009年5月 - シングル『あたしだけにかけて』を面影ラッキーホール feat.後藤まりこ（ミドリ） としてリリース。XIRA XIRA FANTASTIC（道下慎介とのギターデュオ）としての活動を開始。
- 2010年3月 - 吉祥寺弁天湯『風呂ロックvol.20 田渕ひさ子 vs 後藤まりこ』に出演。
- 2010年5月 - ドラミドリ（ドラびでおの一楽儀光とのユニット）としての活動を開始。
- 2010年7月 - 後藤まりこ（鍵盤ハーモニカ＆リコーダー）＋岩見継吾（ミドリ、コントラバス）として各イベントに出演。
- 2010年8月 - 主催レーベル『HAKAI MUSIC』を立ち上げる。リリース第1弾は385の1st『脳みそあらおう』。
- 2010年9月 - 新宿ロフトの『激突！戸川純 VS 後藤まりこ After the Drive to 2010』なるタイマン勝負イベントに後藤まりこと動物園として出演。※動物園のメンバーは、タブゾンビ（SOIL&"PIMP"SESSIONS、トランペット）、岩見継吾（コントラバス）、マーヤ（KING BROTHERS、ギター）、竜巻太郎（Vampillia、ドラム）、田中邦和（Sembello、サックス）、中村圭作（キーボード）。
- 2010年12月 - 『さよなら、後藤さん。』と題したライブを最後にミドリ解散。※同時に、shibaraku-yoshino、XIRA XIRA FANTASTIC、ドラミドリなども全て活動休止。
- 2011年8月 - 『ARABAKI ROCK FEST.11』に、COMBOPIANO-1+後藤まりことしてサプライズ出演。
- 2011年9月 - オムニバスアルバム『モテキ的音楽のススメ Covers for MTK Lovers盤』に1曲参加。
- 2011年12月 - 自主企画イベントを行い、ソロ活動を開始。
- 2012年2月 - サイプレス上野とロベルト吉野の配信シングル『ちゅうぶらりん feat.後藤まりこ』（『ゴッドタン』（テレビ東京系）のエンディングテーマ・映画『営業1∞万回』の主題歌）に参加。翌月リリースされたアルバム『MUSIC EXPRES$』に収録。
- 2012年3月 - マニ・ノイマイヤー（Guru Guru）のライブにサポート参加。後にライブ盤『Mani Neumeier with Underground Freak Out CLUB ARKESTRA LIVE IN UFO』としてリリースされる。
- 2012年4月 - 某ロック・フェスの出演を開催前日にキャンセル。フェス当日に入場料1000円の振替ライブを渋谷O-nestで急遽行う。
- 2012年7月 - デフスターレコーズよりソロ1stアルバム『299792458』をリリース。メンバーは後藤（ヴォーカル）、AxSxE（NATSUMEN、ギター）、渡辺シュンスケ（キーボード）、仲俣“りぼんちゃん”和宏（ex KAREN 、ベース）、千住宗臣（ex ボアダムス、ドラムス）。
- 2012年8月、ロックミュージカル『ヘドウィグ・アンド・アングリーインチ』（主演：森山未來、演出：大根仁）に出演（助演）。
- 2013年4月 - 映画『ペタル ダンス』（監督：石川寛）に出演。TVアニメ『惡の華』第4話 - 第6話のオープニングテーマ「惡の華 -仲村佐和-」にゲストボーカルとして参加。
- 2013年6月 - 『タモリ倶楽部』（「地図マニアの最終形　ひとり国土地理院大集合」）に出演。
- 2013年7月 - TVドラマ『たべるダケ』（テレビ東京系列）に出演（主演）。マキシシングル「sound of me」（TVドラマ『たべるダケ』エンディングテーマ曲）をリリース。『TOKYO IDOL FESTIVAL 2013』に出演。
- 2013年12月 - デフスターレコーズより2ndアルバム『m@u』をリリース。
- 2014年1月 - オムニバスアルバム『美少女戦士セーラームーン THE 20TH ANNIVERSARY MEMORIAL TRIBUTE』に後藤まりこ×アヴちゃん（女王蜂）として1曲参加。
- 2014年2月10日 - 『週刊プレイボーイ』（集英社）のグラビアに登場。（カメラマン：中村昇）
- 2014年2月22日 - 『たべるダケ』の撮影時期に所属した事務所を辞めることを自らのツイッターにて公表。
- 2014年の3月から5月にかけて、各月1日ずつ秋葉原ディアステージの店長を務める[4]。
- 2014年5月6日 - 事務所、レコード会社無所属のまま行う27日の単独ライブ『510mariko Party@SHIBUYA-AX』のチケットが、キャパ1700人に対し400枚しか売れていないことをツイッターで報告。
- 2014年5月10日 - 『510の日』と称し、路上ライブを決行。渋谷から弾き語りを開始し、高円寺のCLUB LINER、中野、新宿、下北沢と回って自由が丘のスタジオ サークルサウンズまで移動しながらパフォーマンスを続けた。
- 2014年5月中旬 - それでもなお「チケット半数以上売れ残り」の状況のなか、ライブ会場でのチケット手売り、ツイキャスを放送しながら本人が電話で予約を受け付ける、など積極的な宣伝活動を行う。
- 2014年5月27日 - 単独ライブ『510mariko Party@SHIBUYA-AX』を開催。最終的にフロアすべてを満場にする1000人以上の集客を実現した[5]。
- 2014年9月22日 - ニューアルバムの発売延期を発表。当初は10月29日発売で製作進行していたが、「集中してのんびりCDをつくって」いたら「え、締め切り、あ、忘れてた」とのこと。なお、担当ディレクターの湯本は頭を丸めて謝罪した。
- 2014年10月2日 - 5日、演劇『ロミオとジュリエットのこどもたち』（豊島区立舞台芸術交流センター あうるすぽっと）で主演のジュリエット役を務める。ロロ主宰・演出家の三浦直之が脚本・演出を手掛けた作品。音楽は□□□・三浦康嗣。2014年11月12日 - ニューアルバム『こわれた箱にりなっくす』発売。
- 2015年2月13日 - 出演が決まっていた全ライブをキャンセルし、全ての活動を休止することを発表。
- 2015年5月17日 - 自身のTwitterで「音楽、完全にやめること」を宣言。
- 2015年5月20日 - 自身のTwitterを更新し、楽曲提供など裏方として活動を再開。
- 2017年12月23日 - SCUM PARK2017（横浜ベイホール）にDJ後藤まりことして出演し、ステージパフォーマンスを再開。
- 2019年12月11日 - DJ後藤まりこ名義の1stアルバム『ゲンズブールに愛されて』を自身のレーベル「ニクシズム（nixzm）」より発売[6]。
- 2020年5月20日 - DJ後藤まりこ名義で『パンクが好き』を配信限定リリース[7]。
- 2020年12月16日 - 後藤まりこアコースティックviolence POP名義の1stアルバム『POP』発売[8]。
- 2021年5月5日 - 後藤まりこアコースティックviolence POP名義で『アイラブユーは止まらない』を配信限定リリース[9]。
- 2021年6月2日 - DJ後藤まりこ名義で『ブッ殺すぞオマエ』を配信限定リリース[10]。
- 2023年5月17日 - 後藤まりこ名義では9年ぶりの新曲『愛と獣』を配信限定リリース[11]。
- 2024年7月29日 - プロインタビュアー・ライターの吉田豪と結婚[12]。
- 2025年3月15日 - 吉田豪との離婚を発表[13]

## 人物
ライブでの過激なパフォーマンスを特徴としている。裸足でステージ上を駆け回り、跳躍し、マイクを自分の額に叩きつけ流血させるなど、縦横無尽に暴れ回る。さらにテンションが高まると客席に小柄な身体をダイブさせ、受け止めた聴衆の上を「歩きながら」歌う。必然的に聴衆の目に触れることとなるパンツは黄金色であることから「シューティングスター」（流れ星）と呼ばれている。2012年8月に行われた9mm Parabellum Bulletとのツーマンライブでのラストソング『あたしの衝動』の際、テンションが上がった後藤はスピーカーによじ登り、天井照明懸架用の梁にぶら下がった後、客席に落下。それでもなお、平然と歌う姿にスタッフ皆が顔面蒼白だったという。
「ミドリ」時代の音楽性はジャズとパンク・ロックを融合したハードコアなものであった。この時期のライブではセーラー服を着用し、客に向かって怒号威嚇、客に向かって唾を吐きかけ、客を足蹴にし、客の手に噛みつき、客にキスを強要するなどの暴力的行為を行った。遂にはセーラー服を脱いで客席に投げ捨てたり、下着を脱いで振り回すなどのストリップまがいの奇行まで見せる始末。ハードな音楽性と過激なパフォーマンスは後藤が持つ人を寄せ付けないストイックさ、苛立ちや怒りが源泉であり、それが自然に表出されたものであった。しかし、そうした怖いもの見たさを求めるコアなファンに受け入れられていく一方、それらはしだいに、後藤自身にとって「こうあるべき」姿として義務となり、負担に感じ始めたことがミドリ解散につながっている。
1年のブランクを経て開始したソロ活動でも過激なパフォーマンスは健在である。しかし、ミドリまでの「普通ではない」自分は「普通」に変化し、自分のことを好きな人は恥ずかしさから「嫌い」であったが、ソロ活動以降、自分を好きになってくれることは嬉しく、そういった人が「好き」になったと述べ、それ以前にはなかったファンとの飲み会の企画も行なわれている。バンドメンバーとの関係性についても同様に変化しているという。
ロックミュージカル『ヘドウィグ・アンド・アングリーインチ』への出演は主演の森山未來が後藤を相手役に指名したことにより、実現したものである。

### 演奏スタイル
イベントやライブ会場にあわせて演奏スタイルを変えており、出演者欄には演奏スタイルもあわせて表記するようにしている。
後藤まりこ（弾き語り）
ギターと歌のみで演奏するスタイル。
後藤まりこ（ストロングスタイル）
バックメンバーをつけず、たった1人で演奏するスタイル。
後藤まりこ（17歳 お寿司大好き）
後藤まりことKovacsの打ち込みユニット。（他に追加メンバーが加わる時もある）
後藤まりこ（バンド）
バンドセットでの演奏。

## 作品
順位はオリコン・ウィークリーランキング最高順位。

## 動画

### ミュージックビデオ
| 公開日         | 監督             | 曲名                                                           | 備考          |
| -------------- | ---------------- | -------------------------------------------------------------- | ------------- |
| 2012年2月28日  | 坂本渉太         | サイプレス上野とロベルト吉野「ちゅうぶらりん feat.後藤まりこ」 | 客演          |
| 2012年10月11日 | 阿部伸吾         | あたしの衝動                                                   |               |
| 2012年10月11日 | やまのうえひつじ | ままく                                                         |               |
| 2013年11月24日 | やまのうえひつじ | sound of me                                                    |               |
| 2013年11月24日 | 増山準哉         | m@u                                                            |               |
| 2014年11月3日  | 番場秀一         | スナメリ                                                       |               |
| 2019年8月24日  |                  | 四畳半箪笥ダンス (ver.1.0)                                     |               |
| 2019年9月4日   |                  | Breeeeeak out!!!!! (ver.1.0)                                   |               |
| 2019年11月14日 | 小田島等         | 曽我部恵一と後藤まりこ - 結婚しようよ                          | 制作 須藤中也 |
| 2019年11月26日 | TSV              | HEAVEN                                                         |               |

### その他
| 公開日         | タイトル                                 |
| -------------- | ---------------------------------------- |
| 2014年10月17日 | 「こわれた箱にりなっくす」トレーラー映像 |
| 2019年11月22日 | ゲンズブールに愛されて Trailer Movie     |

## 出演

### 演劇・ミュージカル
- ヘドウィグ・アンド・アングリーインチ（2012年） - イツァーク 役
- ロミオとジュリエットのこどもたち（2014年） - ジュリエット 役

### 映画
- ペタル ダンス（2013年） - 先輩 役
- 乱死怒町より愛を吐いて（2015年） - 主演・舞 役[31]
- ディスコーズハイ（2022年） - 瓶子結衣子 役
- ボールド アズ、君。（2025年） - 瓶子結衣子 役[32][33]

### テレビドラマ
- たべるダケ（2013年、テレビ東京） - 主演・シズル 役
- 元町ロックンロールスウィンドル（2019年、サンテレビ） - モズ 役
- FM999 999WOMEN'S SONGS（2021年、WOWOWオンデマンド・WOWOWプライム） - ハサミの女 役

### バラエティ
- タモリ倶楽部「地図マニアの最終形 ひとり国土地理院大集合」（2013年6月28日、テレビ朝日）

### 音楽番組
- MUSIC JAPAN（2014年12月7日深夜、NHK総合）

## 書籍

### 関連書籍
- 「14歳III」（佐々木美夏 (著)）
  - “14歳”だった時期をテーマにしたインタビュー集。後藤まりこのインタビューも掲載。

## 提供作品
栗山千明
- 「とよす☆ルシフェリン」（作詞）

夏の魔物 (ユニット)
- 「恋愛至上主義サマーエブリデイ」（作詞）

偶想Drop
- 「暴走少女」（作詞・作曲）

私立恵比寿中学
- 「キラキラネスキラネス」（作詞・作曲）
- 「響」（作詞）

ゆるめるモ!
- 「id アイドル」アルバム『YOU ARE THE WORLD』収録（作詞・作曲・ハシダカズマ（箱庭の室内楽）との共編曲）
- 「永遠の瞬間」（作詞・作曲・ハシダカズマ（箱庭の室内楽）との共編曲）

ロッカジャポニカ
- 「ワールドピース」（作曲）

BELLRING少女ハート
- 「チャッピー」アルバム『BEYOND』収録（作詞・作曲）

ラブアンドロイド
- 「秘密のアプリ〜PiPiPi〜」（作曲）

春ねむり
- 「はろー＠にゅーわーるど」（春ねむりとの共作詞・作曲）
- 「とりこぼされた街から愛をこめて」（作曲）
- 「yoake」（作曲）

宇宙人
- 「惡の華」（作詞：しのさきあさこ・後藤まりこ・の子）

アメノセイ
- 「少女テール」（作曲）

SUMMER ROCKET
- 「ハピネスちゃん」（作詞・作曲・編曲）

オクヤマウイ
- 「食べたらなくなる美味しいお餅」（作詞・作曲）

## 主なライブ

### 出演イベント
※は「DJ後藤まりこ」名義
- 2012年02月11日 - BAYCAMP 201202
- 2012年04月15日 - ザンジバルナイト in 野音 2012
- 2012年04月22日 - KAIKOO POPWAVE FESTIVAL 2012
- 2012年05月17日 - SHINJUKU LOFT 35th & 13th ANNIVERSARY 乙女の事情
- 2012年06月07日 - LIQUIDROOM presents "UNDER THE INFLUENCE" 後藤まりこ×ねごと
- 2012年06月09日 - ジャングル☆ライブ
- 2012年06月17日 - NATSUMEN presents Endless Summer Jam vol.1111
- 2012年07月28日 - GIRLS' FACTORY 12
- 2012年08月11日 - RISING SUN ROCK FESTIVAL 2012 in EZO
- 2012年08月22日 - LIQUIDROOM 8TH ANNIVERSARY
- 2012年12月29日 - FM802 ROCK FESTIVAL RADIO CRAZY 2012
- 2013年03月19日 - 熱闘!OTODAMA'13〜熱湯編〜
- 2013年06月01日 - CROSSOVER!!
- 2013年07月27日 - TOKYO IDOL FESTIVAL 2013
- 2013年08月08日 - LIQUIDROOM 9th ANNIVERSARY presents "UNDER THE INFLUENCE"
- 2013年09月06日 - ART-SCHOOL presents「SHELTER 10days」
- 2013年09月07日 - BAYCAMP 2013
- 2013年09月12日 - シブヤコ
- 2013年10月01日 - MY Hi-SCHOOL
- 2013年12月16日 - bomi presents 3ヶ月連続クアトロ企画「パーティーナイトでホールドミータイト」〜第二夜〜
- 2014年02月10日 - VIVIVI -Valentine Special-
- 2014年02月10日 - 下北沢SHELTER 22.5th Anniversary Special!!
- 2014年03月02日 - 爆ひな'14
- 2014年03月21日 - 〜終わらないひな祭り〜 第1回チキチキ・ひな地獄フェスティバル!
- 2014年03月23日 - 後藤まりこ+大森靖子
- 2014年03月30日 - ひめキュン祭〜大江戸アイドロール!SPECIAL其の弐
- 2014年03月31日 - 東高円寺 サーチ&デストロイ
- 2014年04月26日 - ARABAKI ROCK FEST.14
- 2014年05月15日 - ピエール中野 47都道府県ドラムを叩いてまわるツアー2014
- 2014年05月16日・17日 - ART-SCHOOL NEW ALBUM「YOU」Release tour 2014
- 2014年05月23日 - DPGハウスショー5
- 2014年05月29日 - 後藤まりこと大森靖子
- 2014年05月31日 - InterFM presents Shimokitazawa SOUND CRUISING 2014
- 2014年06月13日 - THE NOVEMBERS TOUR －The World Will Listen－
- 2014年06月15日 - TAKEROCK FES at AKASAKA BLITZ
- 2014年06月21日 - YATSUI FESTIVAL! 2014
- 2014年07月21日 - AOMORI ROCK FESTIVAL '14 〜夏の魔物〜
- 2014年09月05日 - 第七夜「ぷらっと"LOFTへ」の巻
- 2014年09月06日 - 廃病院パーティーVOL.3
- 2014年09月24日 - FRED PERRY presents Sub-Sonic Live 2014
- 2014年09月26日 - 清竜人ハーレム フェスタ2014
- 2014年10月13日 - KOMA (劫魔) と後藤まりこ
- 2014年10月18日 - Communication 後藤まりこ × BELLRING少女ハート
- 2014年10月19日 - 法政大学 第67回 多摩祭 ライブステージ企画〜あの子はタイムマシンを待ってる〜
- 2014年12月14日 - 山梨ロックフェス!コロガキ特大収穫祭! バンドみようぜ!ガキの頃のように熱くなろうぜッ!
- 2014年12月19日 - 爆祭-BAKUSAI-vol.10
- 2014年12月26日 - 箱庭のクリスマス。
- 2015年02月25日 - N'夙川BOYS「Do you like Rock n Roll !?」発売記念 何時でも何処でもバンドが見たい! 5都市2マンミラクルパーティー!
- 2018年02月10日 - 「ORBIT TOUR 2018 +」in TOKYO
- 2018年06月17日 - YATSUI FESTIVAL! 2018
- 2018年08月15日 - DJ後藤まりこ×ラブリーサマーちゃん×春ねむり ※
- 2018年08月17日 - 踊ってばかりの国×GEZAN presents「of Emerald tour 2018」
- 2018年09月08日 - BAYCAMP 2018
- 2018年09月21日 - UCHI 40th Birthday Special !!「MIDNIGHT CRAZY 2018」
- 2018年09月29日 - ビレッジマンズストア『YOURS』リリースツアー
- 2018年10月17日 - DJ後藤まりこ×ゆるめるモ!×フィロソフィーのダンス×DJ陽気なゴッドサマーズ ※
- 2018年10月29日 - クリトリック・リス日比谷野音 決起集会Vol.2 〜スギム49歳誕生日〜
- 2018年11月02日 - The Strawberry Party〜Special〜
- 2018年11月23日 - THOGO FEST-2018
- 2018年11月29日 - Great Big Jumps ! THE OOKAMI SHOOTER
- 2018年12月16日 - DECEMBER'S CHILDREN
- 2019年01月20日 - PERFECT MUSIC presents PERFECT SUMMIT
- 2019年01月26日 - NAGOYA GRAND VIOLENCE ※
- 2019年01月27日 - OSAKA GRAND VIOLENCE ※
- 2019年02月02日 - BAYCAMP 201902
- 2019年02月28日 - DJ後藤まりこ×tricot×モーモールルギャバン ※
- 2019年03月24日 - 落合カーニバル ※
- 2019年03月31日 - Beat Happening!3MAN MAX! ※
- 2019年04月21日 - 春ねむり×DJ後藤まりこ「"Hello!ニーハオ!こんにちは!"CHINA TOUR 2019」 ※
- 2019年05月01日 - 十三ニューウェーブ ※
- 2019年05月06日 - ギュウ農フェス春のSP2019 怪物音響オクタゴン is BACK!
- 2019年05月25日 - Shimokitazawa SOUND CRUISING 2019
- 2019年06月15日 - YATSUI FESTIVAL! 2019 ※
- 2019年07月17日 - 令和と地下教室 補習編
- 2019年09月14日 - TOKYO CALLING 2019
- 2019年09月15日 - BAYCAMP 2019 ※
- 2019年10月05日 - ギュウ農フェス秋のSP 爆音大収穫祭 road to 2020 ※
- 2019年10月26日 - ボロフェスタ2019
- 2019年11月02日 - SPARK SPEAKER 2MAN TOUR
- 2019年11月14日 - Battle of no future ※
- 2019年11月23日 - 戦国秋祭り ※
- 2019年12月08日 - 下北沢にて'19
- 2019年12月22日 - 冬の魔物